# Witry-lès-Reims
Witry-lès-Reims és un municipi francès, situat al departament del Marne i a la regió del Gran Est.